# Андреја Дамјанов
Андреја Дамјанов или Дамјановић (Папрадиште, 1813 – Велес, 16. август 1878) један је од најзначајнијих црквених градитеља Балкана XIX века.

## Живот
Дамјанов је рођен у породици мијачких градитеља Рензоваца који су почетком 19. века добегли у Папрадиште из села Тресонча у Реканском крају. Потписивао се као Дамјанов или Дамјановић по имену свог оца, Дамјана. Имао је још три брата, Николу, Косту и Ђорђа, који су такође били градитељи.
Његов деда Јанкул већ је подизао цркве у Серу, Драми, Кавали и Солуну. Отац Дамјан започео је грађење цркава Св. Богородице у Скопљу и Св. Благовештења у Прилепу али је преминуо 1830. пре но што је стигао да их заврши.
Градитељско знање Андреја Дамјанов стицао је вероватно у оквиру своје породице. Поред архитектонских вештина познато нам је да се понекад бавио и иконописањем. Служио се такође и архитектонским приручницима из ренесансне Италије попут оног Јакопа Бароција да Вињоле.
Због арбанашког насиља Дамјанов је с породицом морао да бежи даље па га од средине XIX века налазимо настањеног у Велесу. Ту је и умро 1878. године те је сахрањен у породичној гробници поред цркве Св. Пантелејмона коју је подигао.

## Градитељски опус
Дамјанов је скупа са својом тајфом (дружином) подигао велики број монументалних православних цркава у Османском царству (тј. Македонији, јужној Србији, Босни и Херцеговини) и у Кнежевини Србији.
Изградњу монументалних цркава налик на средњовековне омогућена је релативно већа толеранција османских власти, мада подизање већине храмова Дамјанова није прошла без проблема, каткада и физичких сукоба и уништавања. Исти толерантнији став произвео је и велики прилив сеоског, хришћанског становништва у градове у којима је недостајало богомоља.
Међу делима Дамјанова истичу се цркве Св. Богородице у Скопљу (1835, коју је започео његов отац), Св. Јована у Кратову (1836), Св. Пантелејмона у Велесу (1840), Св. Илије у Печењевцу код Лесковца (1844), Св. Апостола у Турековцу код Лесковца (1845), храм манастира Св. Јоакима Осоговског (1847-51), Св. Николе у Новом Селу код Штипа (1850), Св. Николе у Куманову (1851), Св. Георгија у Смедереву (1851-54), Силаска Св. Духа на апостоле у Нишу (1857-72), Св. Тројице у Врању (1859-60), Горњем Чичеву код Градског (1861), Саборни храм Рождества пресвете Богородице у Сарајеву (1863-68), Саборну цркву у Пироту (1868) те цркву Св. Тројице у Мостару (1873).
Од профаних грађевина позната нам је Нова касарна у Сарајеву (1854-56) коју је градио за босанског везира Хуршид-пашу.

## Особености градитељског стила
Градитељство Андреје Дамјанова представља прву фазу у обнови старог, средњовековног стила. Корени ове обнове почивају у црквама подигнутим у Грчкој у почетком XIX века али су надограђивани упознавањем са средњовековним споменицима на просторима којима се тајфа кретала.
Дамјанов је подизао цркве чији је стил и даље хетероген али сада са наглашеним византијским карактером. Већина цркава су тробродне базилике са нешто нижом апсидом, често окружене са три страна тремом. Где год су прилике и материјално стање наручилаца омогућавали цркве имају и куполе. Утицај европских струјања, пре свега барока, огледа се у звоницима и декорацији ентеријера, пре свега иконостаса.